# Sola (film 1976)
Sola è  un film argentino del 1976 diretto da Raúl de la Torre.

## Trama
Dopo il fallimento del suo matrimonio, Alejandra riprende in mano la sua vita e riconsidera i suoi progetti.

## Produzione
Il film rappresentò per il regista un ritorno all'analisi del mondo femminile, iniziata con Crónica de una señora, in quella che venne letta come una sorta di chiusura simbolica della prima parte della sua cinematografia.
Anche in quest'opera, il ruolo della protagonista venne affidato a Graciela Borges, attrice feticcio e compagna del regista.

## Accoglienza
Sulla recensione pubblicata dal quotidiano La Prensa si leggeva: "La regia di Raúl de la Torre non ci mostra questo regista con la forza degli altri suoi successi".
D'altra parte La Nación osservò: "L'intero film ruota attorno ad Alejandra, un'eccellente Graciela Borges".
La Razón lo definì come "Un film nazionale ben girato".
Raúl Manrupe e María Alejandra Portela, nel loro volume Un diccionario de films argentinos (1930-1995), descrissero la sceneggiatura come "poco credibile" e scrissero: "Al Festival di San Sebastian '76 vinse le "Conchas di latta" per il peggior lungometraggio, la peggior interpretazione femminile (Borges) e la peggior sceneggiatura (quest'ultima ex acquo)".